# NGC 5119
NGC 5119 (другие обозначения — MCG -2-34-42, PGC 46826) — галактика в созвездии Дева.
Спиральная галактика, ее спиральные рукава видны практически параллельными основной оси объекта. В NGC 5119 подозревается наличие бара.
Этот объект входит в число перечисленных в оригинальной редакции «Нового общего каталога».